# RMS Queen Elizabeth
El RMS Queen Elizabeth fue un transatlántico británico operado por la compañía naviera Cunard Line. Junto a su buque hermano RMS Queen Mary prestaba servicio en la ruta del Atlántico entre Southampton (Reino Unido) y Nueva York (Estados Unidos), haciendo escala en Cherburgo (Francia). El Queen Elizabeth prestó servicio postal para la Royal Mail, permitiéndole llevar la designación Royal Mail Ship, como parte del servicio semanal entre ambos países.
Su construcción se inició en 1936 en los astilleros navales de John Brown & Company en Clydebank (Escocia), donde fue designado como el casco n.º 552. Dos años después, en septiembre de 1938, fue botado y bautizado en honor de Isabel Bowes-Lyon, la reina consorte del Reino Unido, conocida posteriormente como la Reina Madre desde la muerte de su esposo, el rey Jorge VI, en 1952.
Con un diseño mejorado del Queen Mary, el Queen Elizabeth era un barco ligeramente más grande, lo que le confirió el título del barco de pasajeros más grande del mundo entonces, un récord que mantendría durante 56 años. Actualmente, también mantiene la distinción como el mayor buque de remaches por tonelaje bruto. 
Entró en servicio en febrero de 1941 como barco de transporte de tropas durante la Segunda Guerra Mundial, y no fue hasta octubre de 1946 que comenzó a servir como transatlántico de pasajeros, su cometido original.
Con el declive en la popularidad de la ruta transatlántica, ambos barcos fueron reemplazados por el RMS Queen Elizabeth 2 en 1969, un barco de menor tamaño y más económico. El Queen Mary fue retirado del servicio el 9 de diciembre de 1967, y fue vendido a la ciudad de Long Beach en California (Estados Unidos), mientras que el Queen Elizabeth fue vendido sucesivamente, y varios de sus nuevos propietarios desarrollaron planes infructuosos que no llegaron a materializarse. Finalmente fue vendido a un empresario de Hong Kong, Tung Chao Yung, quien pretendía convertirlo en una universidad flotante. En 1972, mientras el buque estaba siendo reformado en Victoria Harbour, Hong Kong, se incendió en misteriosas circunstancias y zozobró debido al agua bombeada en su interior para intentar apagar el incendio. En 1973, se consideró que su pecio constituía una obstrucción a la entrada del puerto, y fue parcialmente desmantelado en el propio lugar del hundimiento.

## Historia

### Diseño y construcción

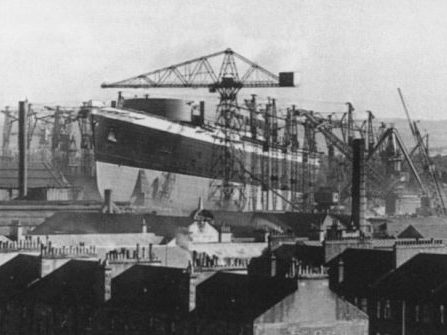
El Queen Elizabeth durante su construcción

El día que el Queen Mary zarpó en su viaje inaugural, el presidente de la Cunard White Star Line, Sir Percy Bates, informó a sus diseñadores de que ya era hora de comenzar a diseñar un segundo buque. El contrato oficial entre la compañía naviera y los financieros del gobierno británico se firmó el 6 de octubre de 1936.
El nuevo barco consistiría en un diseño mejorado del Queen Mary, con los suficientes cambios, incluyendo una reducción en el número de calderas a 12 en lugar de las 24 del Queen Mary, gracias a lo cual los diseñadores pudieron eliminar una chimenea y ampliar el espacio en cubierta, así como el destinado a carga y pasajeros. Las dos chimeneas restantes eran autosoportadas y estaban ancladas internamente para proporcionar una impresión más despejada en cubierta. Además de que el casco contaba con un diseño más refinado, se añadió un tercer ancla en la proa. Tenía 4 metros más de eslora que su barco gemelo, y desplazaba cerca de 4000 toneladas más que este.
El Queen Elizabeth fue construido en la dársena n.º 4 del astillero de John Brown & Company, en Clydebank (Escocia). Durante su construcción se lo conocía únicamente por el número asignado a su casco, 552. Los interiores fueron diseñados por un equipo de artistas liderados por el arquitecto George Grey Wornum. Los planes de la Cunard White Star preveían que el barco fuera botado en septiembre de 1938, mientras que los trabajos interiores se completarían de tal forma que pudiera entrar en servicio en la primavera de 1940.
La reina Isabel, acompañada de sus hijas Margarita e Isabel, asistieron a la ceremonia de botadura, que tuvo lugar el 27 de septiembre de 1938. Posteriormente, el barco fue enviado al muelle para finalizar su construcción y llevar a cabo su equipamiento interior.
La Cunard White Star anunció que, para el 23 de agosto de 1939, los reyes realizarían un tour por el barco, incluyendo una visita a la sala de máquinas. Además, también anunció que se tenía previsto que el Queen Elizabeth realizara su viaje inaugural el 24 de abril de 1940. Sin embargo, debido al estallido de la Segunda Guerra Mundial, ambos eventos fueron pospuestos y los planes de la compañía se vieron alterados.
El Queen Elizabeth permaneció en el muelle de los astilleros donde estaba siendo completado, con los colores de la Cunard, hasta el 2 de noviembre de 1939, cuando el Departamento de Transporte británico publicó una licencia especial para certificar su estado de navegabilidad. El 29 de diciembre de ese año, se probaron sus motores por primera vez, funcionando durante siete horas con las hélices desconectadas para vigilar sus presiones y temperaturas de operación. Dos meses más tarde, la Cunard White Star recibió una carta de Winston Churchill, entonces Primer Lord del Almirantazgo, ordenando que el barco dejara Clydebank lo antes posible y "permanecer lejos de las islas británicas mientras la orden estuviera en vigor".

### Segunda Guerra Mundial

#### Viaje Inaugural

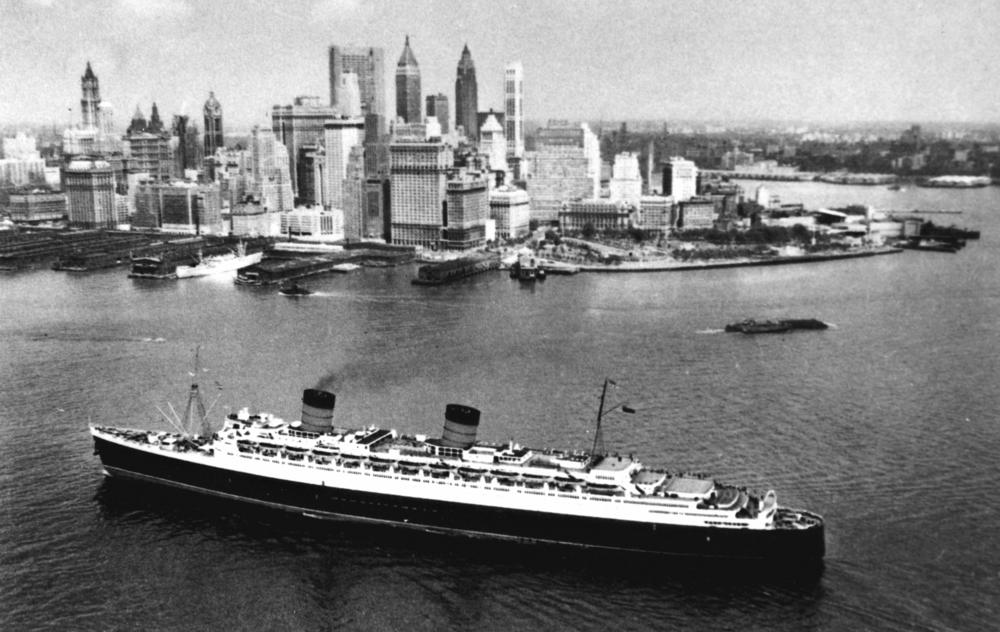
El Queen Elizabeth aproximándose a Nueva York

Al comienzo de la guerra, se decidió que el Queen Elizabeth era tan vital para el esfuerzo bélico que se tenía que evitar que los espías alemanes en torno al área de Clydebank siguieran sus movimientos y estuvieran al tanto de su ubicación. 
Por ello, se elaboró un plan para trasladarlo a Southampton, donde sería completado. Otro factor que motivó este plan era la necesidad de vaciar el muelle de los astilleros para acelerar la terminación del barco de guerra HMS Duke of York, ya que solo el muelle de John Brown podía acomodar las necesidades de los acorazados de la clase King George V.
Uno de los principales factores que limitaban la fecha de salida secreta del Queen Elizabeth consistía en que ese año solo había dos mareas que permitirían un nivel de agua lo suficientemente alto como para que el buque pudiera abandonar Clydebank, algo de lo que era consciente la inteligencia alemana. Una tripulación mínima de 400 miembros fueron asignados para el viaje, siendo la mayoría de ellos trasladados desde el RMS Aquitania con el pretexto de que realizarían una corta travesía a Southampton a bordo del nuevo buque. Se enviaron piezas a Southampton y se realizaron preparativos para poner al navío en dique seco en cuanto llegara. Los nombres de los empleados del astillero de Clydebank fueron registrados en hoteles locales de Southampton para dejar un falso rastro de información y el capitán John Townley fue nombrado como su primer capitán. Townley había comandado previamente el Aquitania en un viaje, y también varios barcos más pequeños de la Cunard Line con anterioridad. La tripulación del Queen Elizabeth, asignada apresuradamente, fue informada por un representante de la Cunard White Star Line de que hicieran las maletas para realizar un viaje en el que, posiblemente, estarían hasta seis meses fuera de sus casas.
A principios de marzo de 1940, el Queen Elizabeth estaba listo para su viaje secreto. Sus colores de Cunard fueron pintados por encima con un color de acorazado gris, y en la mañana del 3 de marzo, soltó silenciosamente sus amarres en el río Clyde. Salió del río y navegó más allá de la costa, donde fue recibido por el mensajero del rey, quien presentó órdenes selladas directamente al capitán. Mientras esperaban al mensajero, el barco fue reabastecido. También se llevaron a cabo ajustes en su brújula y algunas pruebas finales a los equipos, antes partir hacia su destino secreto.
El capitán Townley descubrió que iba a llevar al buque, todavía no probado, directamente a Nueva York sin detenerse ni abandonar al piloto del puerto de Southampton, que había embarcado en Clydebank, y manteniendo un estricto silencio por radio. Más tarde, ese mismo día, al tiempo en que debía llegar a Southampton, la ciudad fue bombardeada por la Luftwaffe. El Queen Elizabeth zigzagueó a través del Atlántico a una velocidad media de 26 nudos, evitando así ser avistado por los U-Boot alemanes, y tras una travesía que duró seis días, llegó con seguridad a Nueva York, donde fue amarrado junto al Queen Mary y el SS Normandie. Este sería el único momento en que los tres principales transatlánticos del mundo se encontrarían amarrados juntos.
A su llegada a Nueva York, el capitán Townley recibió dos telegramas, uno con felicitaciones por parte de su esposa, y el otro de la reina Isabel, que también le felicitaba por la entrega exitosa del barco al que daba nombre. El navío permaneció amarrado y vigilado para impedir que nadie pudiera acceder a su interior sin un permiso previo. Esto incluía a los oficiales del puerto. La Cunard White Star posteriormente publicó unas declaraciones en donde se afirmaba que debido a las circunstancias, se consideraba más seguro que el buque fuera trasladado a un lugar neutral y que durante el viaje no había llevado ni carga ni pasajeros.

#### Transporte de tropas

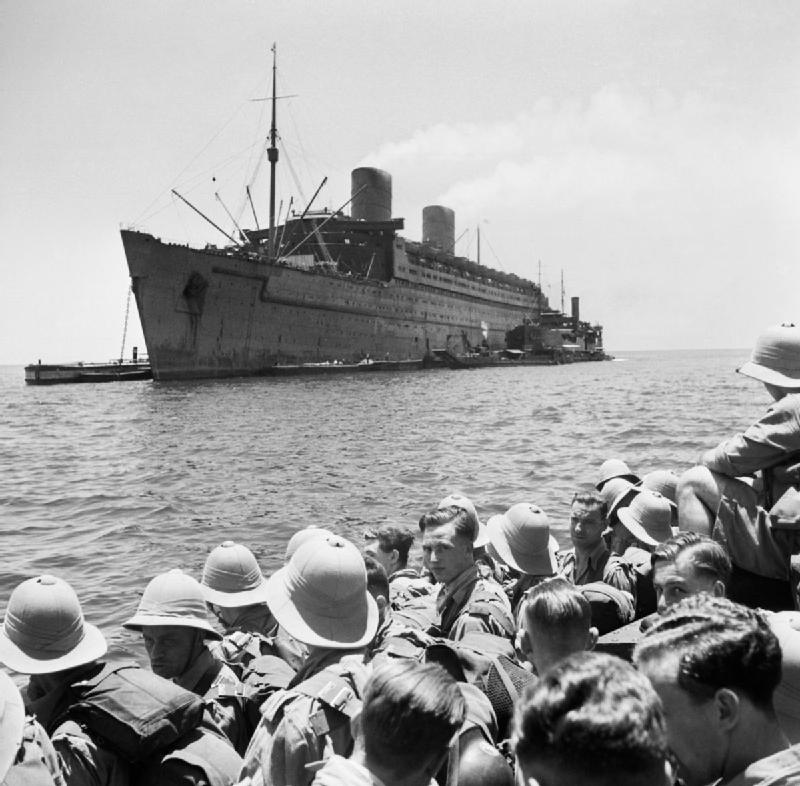
El Queen Elizabeth con su casco pintado de gris durante la guerra, tras haber transportado tropas a Oriente Medio en 1942

El Queen Elizabeth dejó el puerto de Nueva York el 13 de noviembre de 1940 para dirigirse a Singapur, donde sería reconvertido en barco de tropas para el esfuerzo bélico. Tras realizar escala en la colonia británica de Trinidad y en Ciudad del Cabo, llegó a los muelles navales de Singapur, donde se le instalaron cañones antiaéreos y su casco fue pintado de nuevo en negro, aunque su superestructura permaneció en color gris. 
Ya asignado como buque de transporte de tropas, el barco abandonó Singapur el 11 de febrero de 1941, e inicialmente transportó tropas australianas a varios teatros de operación en Asia y África. A partir de 1942, el Queen Elizabeth y el Queen Mary fueron reasignados al Atlántico Norte para el transporte de tropas estadounidenses a Europa.
Ambos buques fueron utilizados para dicha labor durante el resto de la guerra. Sus altas velocidades les permitían escapar de los submarinos alemanes, usualmente permitiéndoles desplazarse sin convoy de escolta. Durante su servicio en la guerra, el Queen Elizabeth transportó más de 750 000 tropas y también navegó cerca de 500 000 millas. Sus capitanes durante este período fueron Townley, Ernest Fall, Cyril Gordon Illinsworth, Charles Ford, y James Bisset.

### Carrera posterior

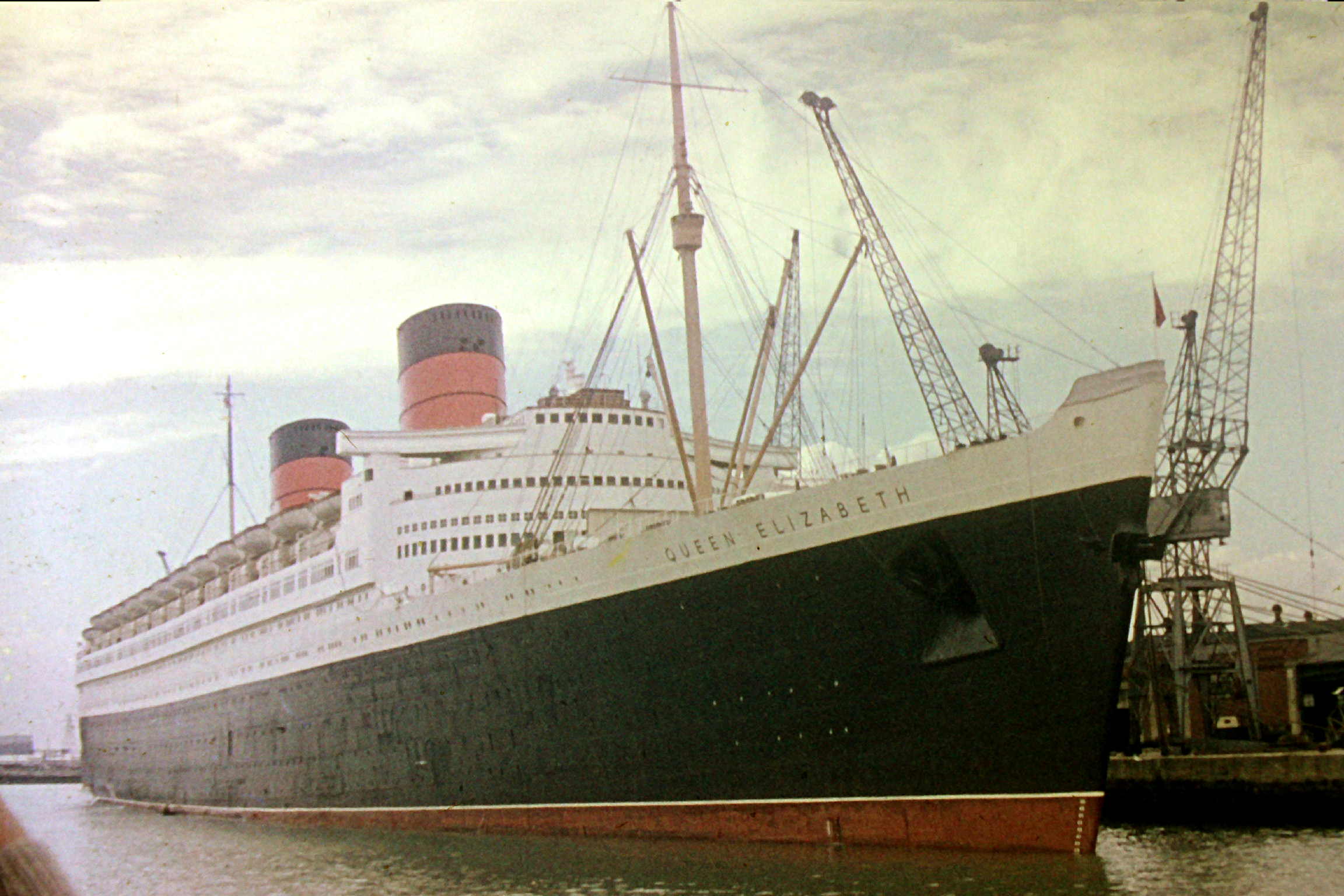
El Queen Elizabeth atracado en el puerto de Southampton, en

Tras el final de la guerra, el Queen Elizabeth volvió a los astilleros de John Brown en Clydebank para ser reacondicionado y convertido en transatlántico. Durante sus seis años de servicio militar, no había podido realizar formalmente sus pruebas de navegación, que se llevaron finalmente a cabo. Bajo el mando del comodoro James Bisset, el barco viajó a la Isla de Arran. A bordo se encontraba la reina Isabel y sus dos hijas, las princesas Isabel y Margarita. 
Durante las pruebas, la reina cogió el timón por un breve periodo, y las dos jóvenes princesas midieron el tiempo que le llevó al barco completar dos etapas, con cronómetros que les habían proporcionado para la ocasión. Bisset, capitán del navío, tenía órdenes estrictas del presidente de la Cunard, Sir Percy Bates, quien también se encontraba a bordo para asegurarse de que no se realizaran más que las dos etapas programadas a no más de 30 nudos, y evitar que se sobrepasara el récord de velocidad impuesto por el Queen Mary. Las máquinas del Queen Elizabeth permitieron alcanzar velocidades por encima de los 32 nudos.
Tras estas pruebas, el Queen Elizabeth finalmente pasó a formar parte de la flota de la Cunard Line, (ya que, el 31 de diciembre de 1949, la Cunard White Star Line se disolvió después de que Cunard adquiriera todas las acciones de la compañía) y comenzó a prestar servicio regular en la ruta del Atlántico, permitiendo a la compañía estrenar un servicio semanal a Nueva York con dos buques. A pesar de contar con especificaciones similares a las del Queen Mary, el Queen Elizabeth nunca ganó la Banda Azul, ya que Bates ordenó que ambos gemelos no compitieran entre ellos.
En 1955, durante una revisión anual en Southampton, se dotó al Queen Elizabeth de estabilizadores bajo su casco para suavizar su balanceo en alta mar. Se añadieron asimismo dos aletas laterales, a cada lado del casco. Dichas aletas eran retráctiles para permitir ahorrar combustible cuando el mar estaba en calma y durante el atraque.
Durante su carrera, el buque embarrancó a las afueras de Southampton el 14 de abril de 1947, siendo liberado al día siguiente. El 29 de julio de 1959, colisionó con el carguero American Hunter bajo una densa niebla en el puerto de Nueva York, y su casco fue perforado por encima de su línea de flotación.

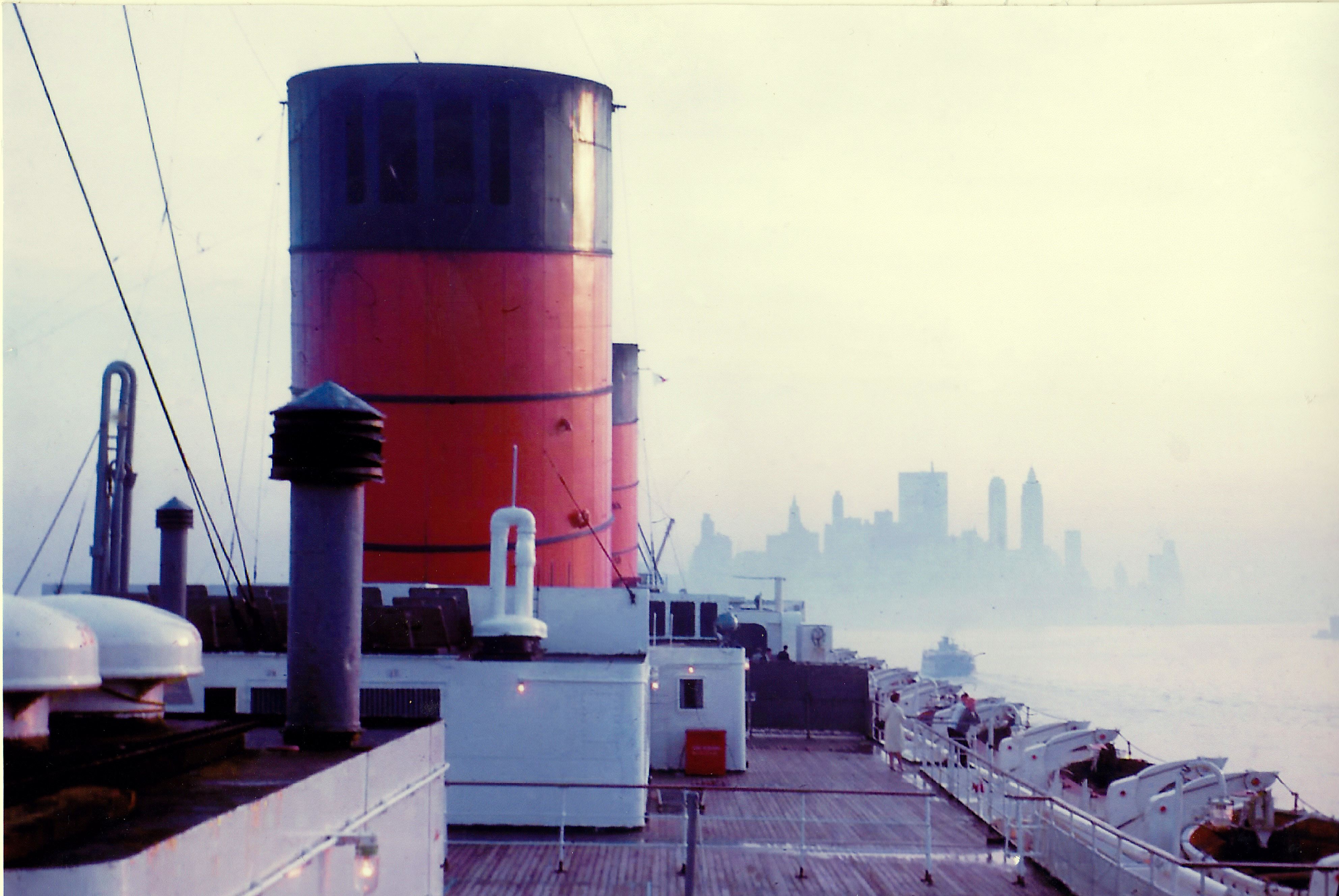
El Queen Elizabeth arribando al puerto de Nueva York, en 1965

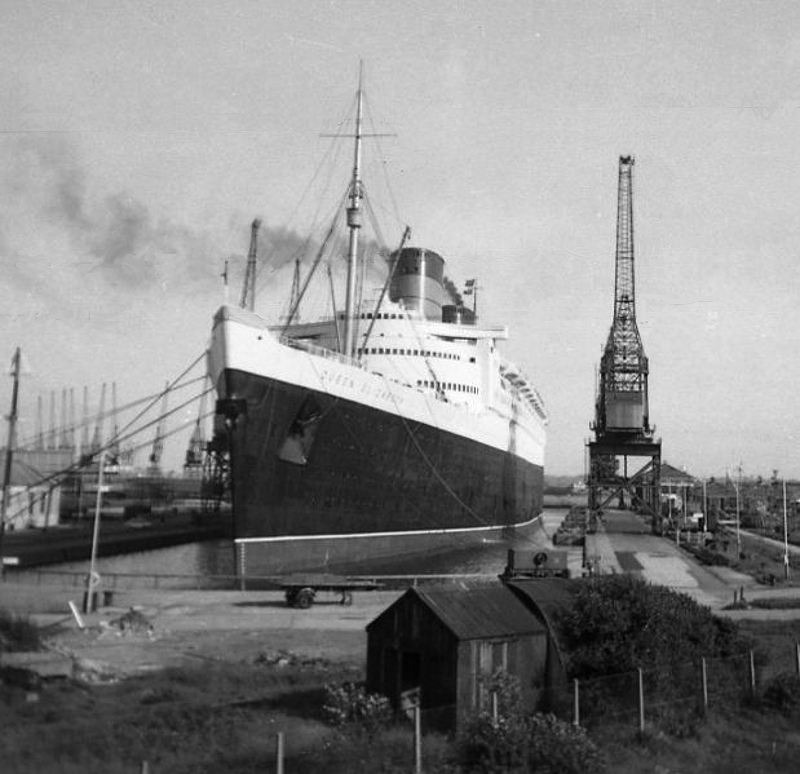
El Queen Elizabeth en el dique Jorge V de Southampton, en 1966

Junto al Queen Mary, y en competición con el SS United States, dominó los viajes de pasajeros por el Atlántico hasta su declive con la introducción del avión a reacción a finales de 1950, el cual era más rápido y económico. Cuando el número de pasajeros comenzó a declinar, las operaciones de ambos transatlánticos dejaron de ser rentables, debido a sus altos costes de operación. Por un breve tiempo, el Queen Elizabeth (ahora bajo el mando del comodoro Geoffrey Trippleton Marr) intentó cumplir una doble función para ganar rentabilidad; cuando no se encontraba en su habitual ruta transatlántica, que ahora alternaba junto al barco francés SS France, era destinado a realizar cruceros entre Nueva York y Nasáu. Para ello, el buque fue reacondicionado en 1965, remodelando la cubierta Lido en la sección de popa, incrementando el número de áreas con aire acondicionado y agregando una piscina al aire libre. Con todas estas mejoras, Cunard pretendía mantener el barco en operación hasta por lo menos mediados de la década de 1970. Sin embargo, la estrategia no tuvo éxito, debido al alto coste del combustible necesario para su funcionamiento, a su profundo calado (que le impedía acceder a los puertos de determinadas islas) y a su gran tamaño, que le impedía usar el Canal de Panamá.
Cunard retiró el Queen Mary en 1967, seguido por el Queen Elizabeth al año siguiente; y los reemplazó por un buque más pequeño y económico, el RMS Queen Elizabeth 2, el cual entró al servicio en 1969.

### Últimos años

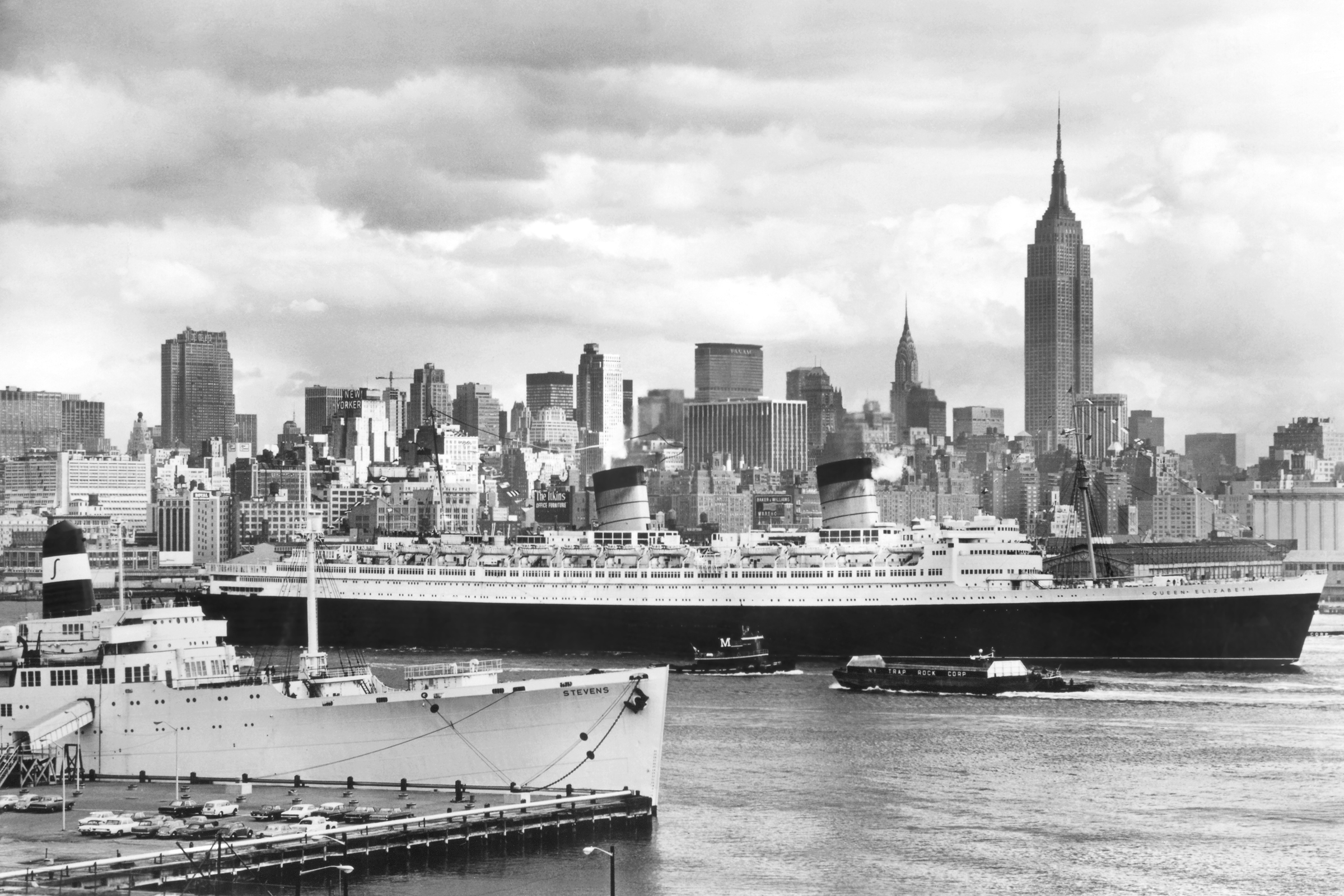
El Queen Elizabeth abandonando Nueva York en su último viaje transoceánico, en

En 1968, la Cunard Line vendió el Queen Elizabeth a un grupo de empresarios estadounidenses de una compañía llamada The Queen Corporation (que pertenecía a Cunard en un 85%, y el 15% a dichos empresarios). 
La nueva compañía pretendía operar el barco como hotel flotante y atracción turística en Port Everglades, ubicado en Fort Lauderdale, Florida; de forma similar que el uso actual que se le da al Queen Mary en Long Beach, California. El buque, renombrado como Elizabeth, llegó incluso a abrir sus puertas a los turistas antes que el Queen Mary (que abrió en 1971). Sin embargo, el hotel no tuvo mucho éxito debido al clima del sur de Florida, que era más duro que el del sur de California. Se habló entonces de inundar la quilla para que el barco descansara sobre el lecho marino, pero este plan no llegó a materializarse. Perdiendo dinero y tras verse obligado a cerrar al ser declarado como peligro de incendio, fue subastado en 1970 a la compañía hongkonesa Orient Overseas Line, propiedad del empresario Tung Chao Yung. El barco fue rebautizado como Seawise University y, posteriormente, fue remolcado hasta Victoria Harbour, en Hong Kong, donde la Orient Overseas Line planeaba convertirlo en una universidad flotante.
Durante los últimos trabajos de conversión, el buque fue destruido por un incendio que tuvo lugar el 9 de enero de 1972. Existe la sospecha de que el incendio fue intencionado, ya que varios focos se iniciaron simultáneamente a lo largo del barco. El hecho de que Tung hubiera adquirido el navío por 3,5 millones de dólares y lo hubiera asegurado por 8 millones, permitió especular con la posibilidad de que la operación hubiera sido un fraude para cobrar el seguro. Otros en cambio especularon que el siniestro era el resultado del conflicto entre Tung, un nacionalista chino, y los sindicatos de los astilleros, dominados por los comunistas.
El barco fue destruido completamente por el fuego, y el agua bombeada por los bomberos que intentaron salvarlo de las llamas hicieron que zozobrara. El pecio se hundió en las aguas poco profundas de la entrada de Victoria Harbour, y fue desguazado entre 1974 y 1979. Las partes del casco que no fueron desmanteladas se dejaron en el fondo de la bahía. La quilla y las salas de máquinas permanecen en el lecho marino, y el área está indicada en las cartas de navegación de la zona para evitar que los barcos naveguen allí. Se estima que cerca de un 40% del pecio permanece en dicho lugar, que quedó finalmente sepultado durante la construcción de una nueva terminal para contenedores a finales de los años 1990. La posición de los restos es: 22°19.717′N 114°06.733′E / 22.328617, 114.112217.

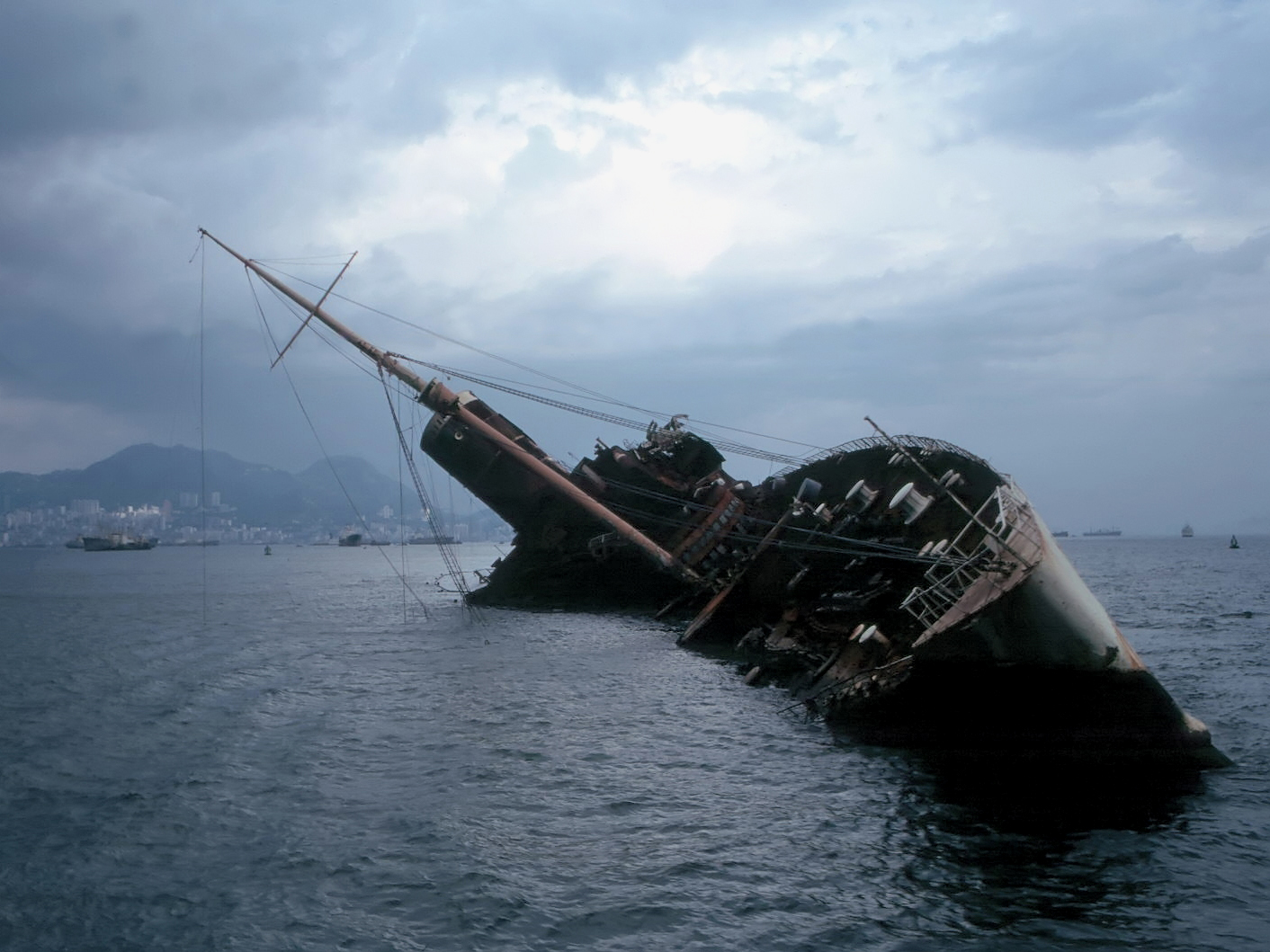
El Seawise University tras el incendio de 1972, en la entrada del puerto de Hong Kong

Tras el incendio, Tung hizo instalar una de las anclas del buque, así como las letras "Q" y "E" de su nombre original, frente al edificio de oficinas Del Amo Fashion Center de Torrance, en California, que pretendía que fuera la sede de la Seawise University, donde permanecen actualmente. Dos placas del sistema antiincendios del buque fueron recuperadas posteriormente y se muestran al público en el Aberdeen Boat Club de Hong Kong. Los restos de su última enseña fueron también recuperados del mástil en 1972, y todavía adornan el muro de la sede de la comisaría marina de Hong Kong. Parker Pen Company produjo una edición especial de 5000 bolígrafos realizados con material recuperado del pecio, que todavía hoy tienen valor coleccionable.
Tras la desaparición del Queen Elizabeth, el SS France se convirtió en el barco de pasajeros más grande del mundo a flote.

## El Queen Elizabeth en el cine
En 1959, el Queen Elizabeth hizo una aparición en la comedia británica The Mouse That Roared, grabada en Eastmancolor y protagonizada por Peter Sellers y Jean Seberg. El argumento se centra en una tropa de invasores europeos que cruzan el océano Atlántico en un remolcador. Durante la travesía, se cruzan con el transatlántico, que les avisa que la ciudad de Nueva York está cerrada debido a un simulacro de ataque aéreo. Los hombres del pequeño bote responden lanzando flechas a los dos oficiales que les hablan desde el puente del buque.
El pecio del Queen Elizabeth apareció en la película de James Bond The Man with the Golden Gun (1974), donde se utiliza como cuartel general encubierto del MI6. Los laboratorios de Q se encuentran entre las ruinas del barco.
Ian Fleming ambientó al clímax de su novela de 1956 Diamantes para la eternidad a bordo del Queen Elizabeth. La película del mismo nombre empleó al SS Canberra para la misma secuencia.